# Gewone steltwants
De gewone steltwants (Berytinus minor) is een wants uit de familie steltwantsen (Berytidae).

## Uiterlijk
Kenmerkend voor de leden van het genus Berytinus is, dat het tweede segment van de antenne heel kort is, veel korter dan het eerste antennesegment.
De gewone steltwants is lichtbruin van kleur. Het uiteinde van het eerste antennesegment is verdikt en zwart. Het eind van de dijen is iets donkerder. De kop is korter dan het pronotum. De lengte is 5,3 – 6,8 mm.
De gewone steltwants (Berytinus minor) lijkt op de hoornbloemsteltwants (Berytinus ceassipes). Bij de hoornbloemsteltwants is het eind van de dijen veel donkerder/zwart en hebben de kop en pronotum ongeveer dezelfde lengte.

## Verspreiding en habitat
De soort wordt aangetroffen in Europa, Kaukasus, Siberië en ook in Noord-Amerika. Hij is te vinden in verschillende open leefgebieden met een droge of matig vochtige bodem met grassen en kruidachtige gewassen.

## Leefwijze
De dieren voeden zich met verschillende plantensoorten. Ze hebben een voorkeur voor planten uit de vlinderbloemenfamilie (Fabaceae) als klaver (Trifolium), stalkruid (Ononis) en rupsklaver (Medicago). De volwassen wantsen overwinteren in mosbedden, onder de bladrozetten of in het droge bladafval.